# Vaso François

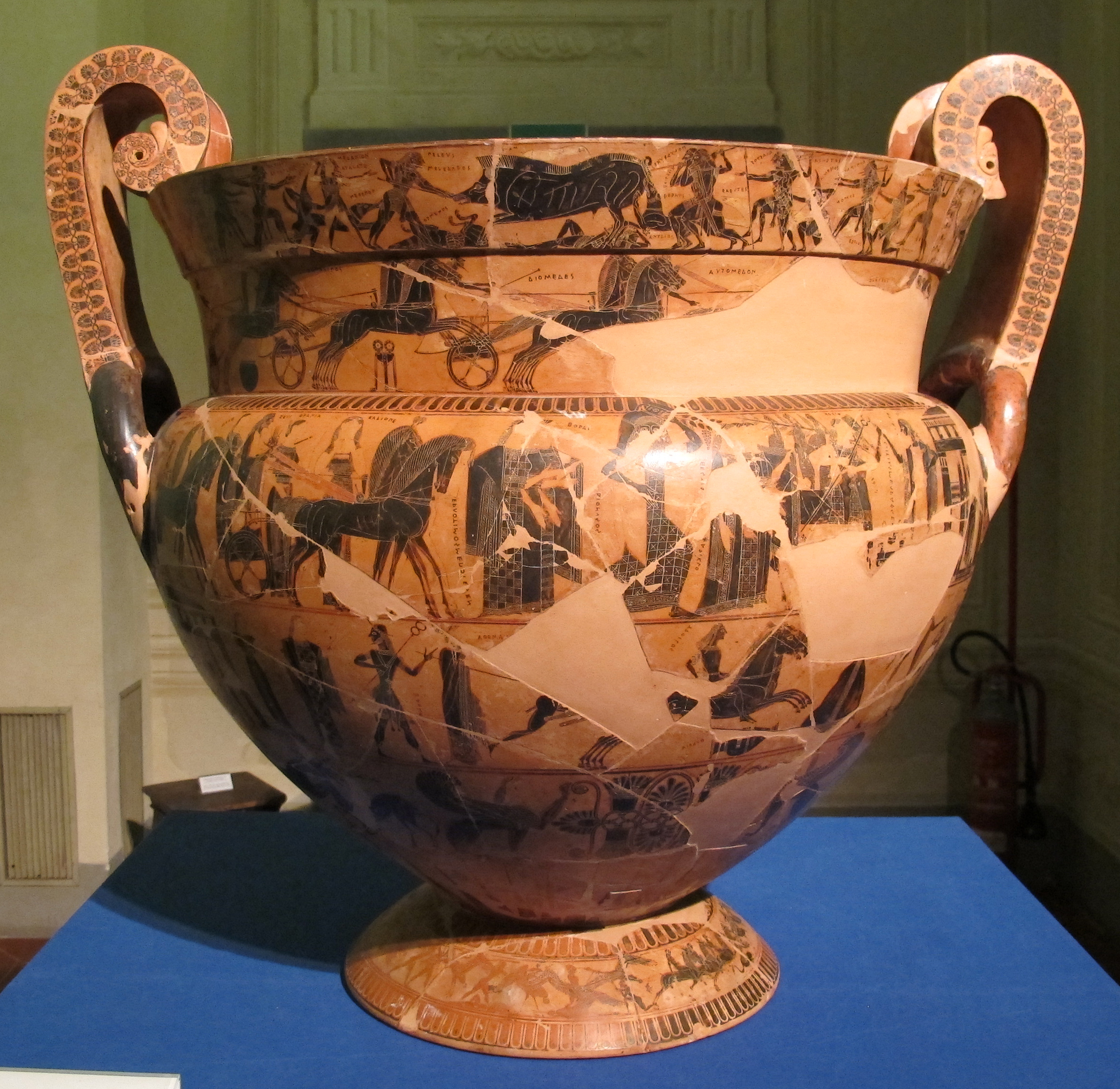
O Vaso François (Museo Archeologico), Florença.

O Vaso François, um marco no desenvolvimento da cerâmica grega, é uma grande cratera decorada com figuras negras com 66 centímetros de altura. Datada de cerca de 570 a  560 a.C., foi encontrada em 1844 em uma tumba etrusca na necrópole de Fonte Rotella, perto de Chiusi e cujo nome é uma homenagem a seu descobridor Alessandro François. O vaso está agora no Museu Arqueológico Nacional de Florença, em Florença, Itália. Contém a inscrição: Ergotimos mepoiesen e Kleitias megraphsen, que significa "Ergotimos me fez" and "Clítias me pintou", respectivamente. Mostra cerca de 200 figuras, representando vários temas mitológicos. 